# Myophonus robinsoni
Myophonus robinsoni é uma espécie de ave da família Turdidae.
É endémica da Malásia.
Os seus habitats naturais são: regiões subtropicais ou tropicais húmidas de alta altitude.